# Liste der Baudenkmäler in Gartenstadt (Krefeld)
Die Liste der Baudenkmäler in Gartenstadt (Krefeld) enthält die denkmalgeschützten Bauwerke auf dem Gebiet von Krefeld-Gartenstadt, Stadtbezirk Ost, in Nordrhein-Westfalen (Stand: April 2020). Diese Baudenkmäler sind in der Denkmalliste der Stadt Krefeld eingetragen; Grundlage für die Aufnahme ist das Denkmalschutzgesetz Nordrhein-Westfalen (DSchG NRW).

| Bild           | Bezeichnung                         | Lage                                     | Beschreibung                                            | Bauzeit   | Eingetragen seit | Denkmal- nummer |
| -------------- | ----------------------------------- | ---------------------------------------- | ------------------------------------------------------- | --------- | ---------------- | --------------- |
| weitere Bilder | Haus Rath                           | Elfrath Alte Rather Straße 163–219 Karte | umfasst die Vorburg und das Haupthaus                   |           |                  | 180             |
| weitere Bilder | Leutefeldhof                        | Gartenstadt Leutefeldstraße 25 Karte     |                                                         |           |                  | 863             |
| weitere Bilder | Katholische Pfarrkirche St. Pius X. | Gartenstadt Traarer Straße Karte         | Zeltkirche des Düsseldorfer Architekten Josef Lehmbrock | 1966–1968 |                  | 814             |